# Tachyrhynchus ventricosus
Tachyrhynchus ventricosus is een slakkensoort uit de familie van de Turritellidae. De wetenschappelijke naam van de soort is voor het eerst geldig gepubliceerd in 1986 door Golikov.